# Birgitta Hamilton
Birgitta Hamilton, född Lindman, 5 januari 1913 i Stora Tuna, Dalarna, död 18 april 1999 i Lidingö, var en svensk skulptör.
Hamilton studerade konst i Stockholm. Hennes konst består av modellerade skulpturer i mindre format. Hon är begravd på Lidingö kyrkogård.